# Cédric Herrou
Cédric Herrou, né le 22 juin 1979[réf. souhaitée] à Nice (Alpes-Maritimes), est un agriculteur français (production de volailles et d'olives), actif dans l'aide aux étrangers en situation irrégulière.
Il acquiert une notoriété médiatique en France et à l'étranger après son arrestation en 2016 pour avoir aidé plus de 150 migrants au passage à la frontière franco-italienne, ce qui a été qualifié de délit de solidarité. Il a été relaxé en 2021.

## Biographie
Cédric Herrou, agriculteur professionnel, cultive des oliviers et élève de la volaille dans la région de Breil-sur-Roya,,,. En 2015, Herrou commence régulièrement à traverser la frontière franco-italienne près de sa ferme pour faire passer des clandestins en France. Il est arrêté plusieurs fois pour cela. Au quotidien Libération, il affirme voter « soit vert, soit extrême gauche et même socialiste ».

### Arrestations et poursuites
En août 2016, Herrou est arrêté alors qu'il transporte huit migrants dans son van à travers la frontière. Après avoir conclu que ses intentions sont humanitaires, le procureur de Nice refuse de porter des accusations.
Le 20 octobre 2016, Herrou est de nouveau arrêté après que lui et trois autres militants ont occupé l'ancienne gare SNCF de Saint-Dalmas-de-Tende (it), près de Tende : il aidait une cinquantaine de migrants, principalement originaires d'Érythrée et du Soudan, pour les loger dans la gare désaffectée,,. Le procureur requiert huit mois de prison avec sursis,. Le 10 février 2017, un tribunal de première instance[Lequel ?] de Nice condamne Herrou pour avoir aidé des arrivées illégales à une amende de 3 000 €, mais le relaxe pour l'aide au séjour et à la circulation d'étrangers en situation irrégulière,. Le parquet fait appel devant la cour d'appel d'Aix-en-Provence. Le 8 août, la cour d'appel d'Aix-en-Provence condamne l'agriculteur à quatre mois de prison avec sursis pour avoir aidé quelque deux cents migrants à traverser la frontière italienne et à 1 000 € de dommages et intérêts pour occupation illicite d'un bâtiment de la SNCF. Après sa condamnation, il dénonce « un racisme d'État », la justice suivant selon lui « une politique d'extrême droite ».
Le 18 janvier 2017, Herrou est placé en garde à vue par la police locale, avec son frère et une autre personne, pour avoir aidé trois migrants érythréens dans la traversée de la frontière en France,. Ils sont libérés le 20 janvier, sans que des accusations soient déposées.
Le 11 juillet 2017, Michel Forst, Rapporteur spécial des Nations unies sur la situation des défenseurs des droits de l'homme, Elina Steinerte, vice-présidente du Groupe de travail sur la détention arbitraire, François Crépeau, Rapporteur spécial des Nations unies sur les droits de l'homme des migrants et Maud de Boer-Buquicchio, Rapporteure spéciale des Nations unies sur la vente et l’exploitation sexuelle d’enfants, font état des allégations de harcèlement juridique et des pressions administratives exercées à l'encontre de Cédric Herrou et demandent au gouvernement français d'éclaircir la situation.
Le 26 juillet 2017, une information judiciaire pour « aide à l'entrée et à la circulation d'étrangers en situation irrégulière » est ouverte par le parquet de Grasse à l'encontre de Cédric Herrou sans que le juge d'instruction ne le place en détention,. Il avait été interpellé en gare de Cannes le 24 juillet puis placé en garde à vue alors qu'il accompagnait 156 demandeurs d'asile en direction de Marseille.
Il est condamné à une amende en première instance à Nice au début de 2017, puis à quatre mois de prison avec sursis, en appel, à Aix-en-Provence le 8 août 2017. 
Le 12 septembre 2017, Cédric Herrou est arrêté et placé en garde à vue pour une durée de 32 heures après qu'il a livré un passeur éthiopien à la gendarmerie ; ce passeur, qui avait été condamné à 8 mois de prison le 31 juillet, ayant porté plainte pour « violences aggravées et séquestration ».  
Il saisit le Conseil constitutionnel avec deux questions prioritaires de constitutionnalité, ce qui conduit le 6 juillet 2018 à la consécration du principe constitutionnel de fraternité et de la liberté d'aider autrui dans un but humanitaire. Transposant cette décision, le Parlement assouplit la loi visant à réprimer l'aide à l'entrée et au séjour irréguliers d'étrangers, mais celle-ci reste sanctionnée. Le 12 décembre 2018, la Cour de cassation annule partiellement l'arrêt de la cour d'appel d'Aix-en-Provence du 8 août 2017. 
L'agriculteur comparait à nouveau en appel à Lyon. Les juges s'appuient sur le nouveau Code de l'entrée et du séjour des étrangers et du droit d'asile, qui élargit les exemptions pénales à destination des personnes venant en aide aux migrants dans un but exclusivement humanitaire. Le 13 mai, Cédric Herrou est renvoyé de toutes les poursuites à son encontre par la Cour d’appel,. La condamnation pour avoir occupé illicitement un bâtiment de la SNCF est quant à elle maintenue, mais il est dispensé de peine.
En mai 2020, le parquet général de Lyon se pourvoit en cassation contre la relaxe de Cédric Herrou,.
Le 31 mars 2021, la Cour de cassation déclare non admis le pourvoi formé par le parquet général, confirmant définitivement la relaxe de Cédric Herrou.
Le 8 mars 2024, il prend à partie des militaires de l'opération Sentinelle les accusant de pratiquer des contrôles d'identité en diffusant leurs visages sur son compte X; ce fait sera qualifié par le préfet des Alpes-Maritimes de « désinformation organisée par Cédric Hérrou ». Le 20 mars, il est interpellé et placé en garde à vue pour « aide à la circulation irrégulière d’étrangers en France ».

## Réaction publique
En octobre 2016, le New York Times lui consacre un premier article qui fait connaître son action à l'international. Les actions de Herrou ont depuis soulevé l'intérêt du public. En arrivant à son procès en janvier 2017 à Nice, il est accueilli par les applaudissements de centaines de membres du public qui soutiennent ses actions,. Au cours du même mois, un éditorial traitant de Herrou, ainsi que des questions soulevées par ses actions, est publié par le comité de rédaction du journal new-yorkais.
Un film documentaire sur Cédric Herrou réalisé par Michel Toesca, Libre, est présenté au Festival de Cannes 2018. Il sort nationalement en septembre 2018.

## Emmaüs Roya
En 2019, l'association qu'avait fondée Cédric Herrou, Défends ta citoyenneté devient Emmaüs Roya, première communauté Emmaüs tournée vers l'agriculture. La communauté prévoit d'accueillir jusqu'à 8 personnes simultanément pour des activités de production maraîchères, d'œufs et de transformation.

## Publications
- (avec Michel Henry) Change ton monde, Les liens qui libèrent, 2020[43]
- Une terre commune, Éditions du Seuil, janvier 2023  (ISBN 978-2021520675)

## Documentaires
- Libre de Michel Toesca, 2018.
- « Autrement » de Michel Toesca, 2023.